# Radicaal 28
Van de in totaal 214 Kangxi-radicalen heeft radicaal 28 de betekenis privacy. Het is een van de drieëntwintig radicalen die bestaat uit twee strepen.
In het Kangxi-woordenboek zijn er veertig karakters die dit radicaal gebruiken.

## Karakters met het radicaal 27
| Strepen | Karakter |
| ------- | -------- |
| + 0     | 厶       |
| + 2     | 厷 厸 厹 |
| + 4     | 厽       |
| + 5     | 厾 县 去 |
| + 6     | 叀 叁 参 |
| + 9     | 參 叄    |
| + 10    | 叅       |
| + 11    | 叆       |
| + 13    | 叇       |

Klein zegelkarakter